# The Story of Us
The Story of Us è un singolo della cantante statunitense Taylor Swift, pubblicato il 19 aprile 2011 come quinto singolo dal terzo album in studio Speak Now.
Il brano è stato scritto dalla stessa Taylor Swift e prodotta da lei e Nathan Chapman. Prima di venire pubblicata come singolo ufficiale, è entrata nella classifica statunitense alla quarantunesima posizione e alla settantesima in Canada grazie alle sole vendite digitali. Il singolo ha superato il milione di download venduti negli Stati Uniti d'America.

## Tracce
Download digitale
1. The Story of Us - 4:27
2. The Story of Us (International Version/Pop Mix) - 4:25

CD
1. The Story of Us - 4:27

## Formazione
Hanno partecipato alle registrazioni, secondo le note di copertina di Speak Now:
Musicisti
- Taylor Swift – voce, chitarra acustica, cori, battimani
- Nathan Chapman – chitarra acustica, chitarra elettrica, chitarra elettrica a dodici corde, banjo, mandolino, basso, Fender Rhodes, pianoforte, sintetizzatore, organo, programmazione, cori, battimani
- Bryan Sutton – chitarra acustica
- Grant Mickelson – chitarra elettrica
- Paul Sidoti – chitarra elettrica
- Mike Meadows – chitarra elettrica, battimani
- Smith Curry – lap steel guitar
- Rob Hajacos – fiddle
- Tim Marks – basso
- Tommy Sims – basso
- Amos Heller – basso
- Tim Lauer – pianoforte, organo B3
- Eric Darken – percussioni
- Al Wilson – percussioni, battimani
- Nick Buda – batteria
- Shannon Forrest – batteria
- John Gardner – batteria
- Caitlin Evanson – cori
- Liz Huett – cori

Produzione
- Nathan Chapman – produzione, ingegneria del suono aggiuntiva
- Taylor Swift – produzione, direzione artistica
- Chad Carlson – registrazione
- Justin Niebask – registrazione, missaggio
- Chuck Ainlay – registrazione
- Steve Marcantonio – registrazione
- Chad Carlson – registrazione aggiuntiva
- Todd Tidwell – registrazione aggiuntiva, assistenza tecnica
- Drew Bollman – registrazione aggiuntiva, assistenza tecnica, assistenza al missaggio
- Lowell Reynolds – registrazione aggiuntiva
- Jeremy Hunter – registrazione aggiuntiva
- Mark Petaccia – assistenza tecnica
- John Netti – assistenza tecnica
- David Bryant – assistenza tecnica
- Tristan Brock-Jones – assistenza tecnica
- Mike Rooney – assistenza tecnica
- Seth Morton – assistenza tecnica
- Jed Hackett – ingegneria del suono aggiuntiva
- Brian David Willis – ingegneria del suono aggiuntiva
- Joel Quillen – ingegneria del suono aggiuntiva
- Matt Rausch – assistenza al missaggio
- Steve Blackmon – assistenza al missaggio
- Hank Williams – mastering

## Classifiche
| Classifica (2010-23) | Posizione massima |
| -------------------- | ----------------- |
| Australia            | 87                |
| Belgio (Fiandre)     | 65                |
| Canada               | 70                |
| Filippine            | 8                 |
| Singapore            | 20                |
| Stati Uniti          | 41                |
| Ungheria             | 33                |

## The Story of Us (Taylor's Version)
In seguito alla controversia con la sua precedente casa discografica e la vendita dei master delle pubblicazioni precedenti al suo contratto con la Republic Records, Swift ha cominciato a ri-registrare tutta la sua discografia dal 2006 al 2019, includendo anche brani non inclusi in alcun album in studio. Ogni reincisione presenta la dicitura Taylor's Version nel titolo, per distinguerla dall'incisione originale e quindi dal master non di proprietà della cantautrice.
Il 7 luglio 2023 Taylor Swift ha ripubblicato il brano sotto il nome The Story of Us (Taylor's Version), incluso nell'album Speak Now (Taylor's Version).